# Thái Bình Thiên Quốc (phim truyền hình Trung Quốc)
Thái Bình Thiên Quốc là bộ phim truyền hình dài tập của Trung Quốc dựa trên những sự kiện từ cuộc Khởi nghĩa Thái Bình, và sự hình thành và suy tàn của Thái Bình Thiên Quốc vào cuối thời nhà Thanh trong lịch sử Trung Quốc. Bộ phim dài 48 tập được phát sóng lần đầu tiên trên kênh CCTV tại Trung Quốc vào năm 2000, ngoài ra còn được phát sóng trên kênh STAR Chinese Channel ở Đài Loan và ATV ở Hong Kong. Khởi quay từ tháng 3 năm 1998, 115 triệu Nhân dân tệ trong tổng số kinh phí sản xuất 150 triệu Nhân dân tệ được dùng để xây dựng phim trường ở quận Nam Hải, Quảng Đông.

## Diễn viên

### Quân Thái Bình
| Diễn viên        | Trong vai         |
| Cao Lan Thôn     | Hồng Tú Toàn      |
| Trương Chí Trung | Dương Tú Thanh    |
| Hà Vĩnh Sinh     | Phùng Vân Sơn     |
| Hàn Tái Phong    | Tiêu Triều Quý    |
| Lưu Binh         | Vi Xương Huy      |
| Vương Thi Hoè    | Thạch Đạt Khai    |
| Lô Dũng          | Lâm Phượng Tường  |
| Vu Đức An        | La Đại Cương      |
| Lâm Cường        | Tần Nhật Cương    |
| Soái Tiểu Hồng   | Lý Tú Thành       |
| Hoàng Hà         | Trần Ngọc Thành   |
| Dương Đồng Thư   | Phó Thiện Tường   |
| Vương Tinh Hoa   | Hồng Tuyên Kiều   |
| Lý Kiến Quần     | Tô Tam Nương      |
| Hồ Thiên Cáp     | Trình Lĩnh Nam    |
| Kim Ngọc Đình    | Tăng Vãn Muội     |
| Chu Tấn          | Thạch Ích Dương   |
| Hầu Vĩnh Sinh    | Tăng Thiên Dưỡng  |
| Lý Minh          | Dương Phụ Thanh   |
| Vương Cương      | Lý Khai Phương    |
| Lan Lam          | Nghi Mỹ           |
| Bành Quân        | Tăng Thủy Nguyên  |
| Trần Bảo Gia     | Mông Đắc Ân       |
| Hàn Chấn Hoa     | Trần Thừa Dung    |
| Chu Dịch Luân    | Chu Tích Năng     |
| Tống Nhật Hân    | Hồng Đại Toàn     |
| Hồ Triệu Phong   | Vi Tuấn           |
| Dương Tĩnh       | Vi Ngọc Quyên     |
| Trương Kiệt      | Lý Thọ Xuân       |
| Lục Vĩ           | Tăng Hiến         |
| Triệu Cảnh Văn   | Hồ Dĩ Hoảng       |
| Thái Lệ          | Hầu Khiêm Phương  |
| Dương Chí Giang  | Hồng Nhân Phát    |
| Hác Thiết Nam    | Hồng Nhân Đạt     |
| Lý Diên Tùng     | Hầu Thục Tiền     |
| Quách Đào        | Uông Nhất Trung   |
| Từ Hồng Hạo      | Đàm Thiệu Quang   |
| Phan Kiệt        | Tạ Mãn Muội       |
| Sử Tông Hoành    | Trần Tông Dương   |
| Tô Khắc Thạch    | Chu Y Điểm        |
| Lưu Hải Lợi      | Lại Hán Anh       |
| Hồ Hiểu Đình     | Hồ Ngọc Dung      |
| Lý Toàn Trung    | Uông Hải Dương    |
| Tôn Đức Lợi      | Giang Nguyên Bạt  |
| Lương Gia Hưng   | Thạch Tường Trinh |
| Đỗ Quân          | Tư Cầm            |
| Dương Cơ Dân     | Hoàng Ngọc Côn    |

### Quân nhà Thanh
| Diễn viên          | Trong vai          |
| Tôn Phi Hổ         | Tăng Quốc Phiên    |
| Lưu Dục Tân        | Tả Tông Đường      |
| Hầu Thiên Lai      | Hàm Phong          |
| Cái Lệ Lệ          | Thái hậu Từ Hi     |
| Tiết Trung Duệ     | Túc Thuận          |
| Triệu Nghĩa        | Cung thân vương    |
| Chu Nghệ Đan       | Trại Thượng A      |
| Bao Tư             | Hướng Vinh         |
| Trương Quang Chính | Dương Tái Phúc     |
| Hứa Mao Mao        | Tăng Cách Lâm Thấm |
| Thôi Đại           | Tăng Quốc Thuyên   |
| Trương Hiểu Ba     | Ô Lan Thái         |
| Lý Triết Thị       | Quách Côn Đảo      |
| Lưu Cương          | Quách Tung Đảo     |
| Diệp Khánh Lâm     | Trương Lượng Cơ    |
| Ngô Hoành Hậu      | Lạc Bỉnh Chương    |

## Âm nhạc
- Hạo hạo càn khôn (浩浩乾坤)

Lời: Trương Tuấn Dĩ

Nhạc: Mạnh Khánh Vân, Thích Kiến Ba

Trình bày: Hàn Lỗi
- Đại anh hùng (大英雄)

Trình bày: Diêm Duy Văn
- Thái Bình ca (太平歌)

Lời: Trương Tuấn Dĩ

Nhạc: Thích Kiến Ba

Trình bày: Mao A Mẫn
- Phong trung lệ (风中泪)

Trình bày: Mãn Văn Quân